# 広島市立五日市観音小学校
広島市立五日市観音小学校（ひろしましりついつかいちかんのんしょうがっこう）は、広島県広島市佐伯区三宅四丁目にある公立小学校。

## 概要
広島市の郊外、極楽寺山（観音山）の裾野に広がる住宅地に位置する。略称は五観小。児童数658名（2013年5月現在）。

## 沿革

### 経緯
1874年、千同村（現佐伯区千同）に善正舎（ぜんしょうしゃ）が、三宅村（現同区三宅）に円明館（えんみょうかん）が設立された。翌年の1875年には、倉重村（現同区倉重）に奨弘館（しょうこうかん）、坪井村（同区坪井）に修身舎（しゅうしんしゃ）、佐方村（現廿日市市佐方）に応機館（おうきかん）が設立された。当校はこれらの学び舎を発祥とする。1877年、善正舎と奨弘館が神尾学校に、円明館と修身舎が坪井学校に、応機館が佐方学校となり、1879年にはそれぞれ神尾小学校、坪井小学校、佐方小学校と改称した。1886年、坪井小学校を神尾小学校に合併、上側（あげがわ）小学校とし、神尾小学校は上側小学校の分教場となった。1887年に上側簡易小学校と改称。1891年、校舎を千同に移し、観音尋常小学校となった。佐方小学校も同時に佐方尋常小学校と改称した。1906年に高等科を併設し観音尋常高等小学校となり、翌年農業科の教育を開始、1908年には佐方尋常小学校を分教場とした。1927年に現在地へ移り、1928年に佐方分教場を廃止。その後、1941年に観音国民学校、1947年に観音村立観音小学校と改称、1955年には町村合併に伴い五日市町立観音小学校となる。同時に、佐方地区の児童を廿日市市立廿日市小学校へ分離した。1982年に五日市町立観音西小学校（現広島市立五日市観音西小学校）が分離開校。1985年、五日市町の広島市への編入合併に伴い現校名に改称した。

### 年表
- 1874年（明治7年） - 千同村に善正舎が、三宅村に円明館が設立。
- 1875年（明治8年） - 倉重村に奨弘館、坪井村に修身舎、佐方村に応機館が設立。
- 1877年（明治10年） - 善正舎と奨弘館が神尾学校に、円明館と修身舎が坪井学校に、応機館が佐方学校となる。
- 1879年（明治12年） - 神尾学校が神尾小学校、坪井学校が坪井小学校、佐方学校が佐方小学校と改称。
- 1886年（明治19年） - 坪井小学校を神尾小学校へ合併、上側小学校と改称。
- 1887年（明治20年） - 上側小学校が上側簡易小学校と改称。
- 1891年（明治24年）
  - 上側簡易小学校が校舎を千同に移転、観音尋常小学校となる。
  - 佐方小学校が佐方尋常小学校と改称。
- 1906年（明治39年） - 観音尋常小学校が高等科を併設。
- 1907年（明治40年） - 観音高等小学校、農業科の教育を開始。
- 1908年（明治41年） - 佐方尋常小学校を分教場とする。
- 1927年（昭和2年） -  現在地へ移転。
- 1928年（昭和3年） - 佐方分教場を廃止。
- 1941年（昭和16年） - 観音国民学校と改称。
- 1947年（昭和22年） - 観音村立観音小学校と改称。
- 1948年（昭和23年） - PTA設立。
- 1952年（昭和27年） - 完全給食を開始。
- 1955年（昭和30年） - 五日市町立観音小学校と改称。佐方地区を廿日市市立廿日市小学校区へ移行。
- 1965年（昭和40年） - 運動場拡張。
- 1967年（昭和42年） - プール併設。校歌、創立記念日を制定。
- 1969年（昭和44年） - 五日市町立観音小学校図書館が完成。
- 1973年（昭和48年） - 屋内運動場完成。
- 1982年（昭和57年） - 五日市町立観音西小学校（現広島市立五日市観音西小学校）を分離開校。
- 1985年（昭和60年） - 広島市立五日市観音小学校と改称。

## 学校行事
| - 4月 - 入学式 - 5月 - 遠足、運動会 - 6月 - 連合野外活動、歩行教室 | - 7月 - 夏季休業、サマースクール - 8月 - 平和の集い - 9月 - 修学旅行 | - 10月 - 連合運動会、野外活動 - 11月 - 校内音楽会 - 12月 - 冬季休業 | - 1月 - 2月 - 1日入学体験 - 3月 - 卒業証書授与式、修了式 |

## 校区
- 広島市立五日市観音中学校の校区[2]
  - 千同一丁目、千同二丁目（五日市学区分を除く）、坪井一丁目、三宅一丁目～三宅四丁目、屋代町（五日市観音西学区分を除く）、屋代一丁目～屋代三丁目、三筋一丁目～三筋三丁目

## アクセス
- JR 山陽本線 五日市駅下車。
- 広島電鉄宮島線 楽々園駅下車、徒歩16分。

## 著名な出身者
- 中丸啓（政治家・衆議院議員）